# Chrodegang (prénom)
Pour les articles homonymes, voir Chrodegang.
Cette page présente le prénom Chrodegang ainsi que ses variantes.
Chrodegang,  Chrodegand,  Godegrand ou Rotgang, un prénom masculin très peu usité, tombé en désuétude et d'orthographe variable.

## Étymologie
Son étymologie est d'origine germanique "Rotgang" et probablement encore de "hrod" qui signifie "gloire"  et "gang'" qui signifie  "chemin".

## Saints patrons
Deux saints portent le prénom Chrodegang : ils sont fêtés le 6 mars et le 3 septembre. Voir saint Chrodegang .

## Fréquence et histoire
Chrodegang est un prénom franc, porté au VIIe siècle par deux évêques et tombé en quasi-désuétude ensuite.
Il est attesté que ce prénom a été donné dans l'histoire au moins 210 fois. Il a principalement été donné en France, près de Metz (149 fois) et dans l'Est de la France, mais aussi en Belgique (43 fois) et en Allemagne (1 fois).
Cinq personnes ont reçu ce prénom durant le XXe siècle, et il semble qu'aucune personne ne l'ait reçu depuis l'an 2000.
- Pour l'ensemble des articles sur les personnes portant ce prénom, consulter :
  - la liste des articles dont le titre commence par ce prénom
  - les listes produites par Wikidata : Liste des personnes de prénom « Chrodegang » — même liste en incluant les éventuels prénoms composés qui contiennent « Chrodegang ».